# Ernst von Heyking
Ernst August Julius Baron von Heyking (* 14. Dezember 1862 in Neuenburg, Westpreußen; † 15. Mai 1940 in Görlitz) war ein deutscher Verwaltungsjurist und Abgeordneter in Preußen.

## Herkunft
Seine Eltern waren der Amtsgerichtsrat Moritz Theodor Dietrich von Heyking (* 25. Januar 1832) und dessen Ehefrau Klara Maria Theresia von Suchten (* 22. März 1833).

## Leben
Einer baltischen Familie entstammend, besuchte v. Heyking die Gymnasien in Marienburg und in Danzig. Anschließend immatrikulierte er sich an der Albertus-Universität Königsberg für Rechts- und Staatswissenschaften. 1881 wurde er im Corps Baltia Königsberg aktiv. Als Inaktiver wechselte er an die Universität Jena, die Friedrichs-Universität Halle und die Friedrich-Wilhelms-Universität zu Berlin.
Nachdem er 1884 das Erste Juristische Staatsexamen bestanden hatte, wurde er am 10. Oktober 1884 Gerichtsreferendar im Bezirk Marienwerder. 1886 trat er zur Verwaltung über und diente bei der Regierung in Danzig. 1891 war er Verweser des Landratsamtes Pinneberg. 1892 bearbeitete er bei der Regierung in Schleswig die Einkommensteuer der Stadt Altona. Ab 1895 war er wieder bei der Regierung in Danzig. 1898 wurde er zum Regierungsassessor in Danzig ernannt. 1899 war er Verweser des Landratsamts vom Kreis Pleß. Nachdem er in Danzig als Regierungsrat angestellt worden war, wurde er noch im Jahre 1899 zum Landrat in Pleß ernannt.
Ab 1904 war er konservatives Mitglied des Preußischen Abgeordnetenhauses für den Wahlkreis Pleß-Rybnik in Oberschlesien. 1908 unterlag er in seinem Wahlkreis dem Zentrum und den Polen.
Von 1908 bis 1911 leitete er das Polizeipräsidium in Posen. 1911 wurde er zum Landeshauptmann der Provinz Posen ernannt. Als solcher war er gleichzeitig der Beauftragte des Deutschen Roten Kreuzes bei der Linienkommandantur in Posen; wiederholt brachte er Züge mit Liebesgaben zum (Posener) V. Armee-Korps (Deutsches Kaiserreich) an die Front. In Posen war er Vorsitzender des Bezirksverbandes Alter Corpsstudenten.

Kreise der Provinz Posen-Westpreußen

Nach dem Ersten Weltkrieg und der Novemberrevolution im Amt geblieben, verlor er durch die Gebietsabtretungen seine Provinz Posen. Er musste nach Meseritz übersiedeln und wurde dort Landeshauptmann der Grenzmark Posen-Westpreußen, zu der die westlichen Reste zweier preußischer Provinzen  zusammengefasst wurden. Er lebte zunächst in Obrawalde bei Meseritz, später in Görlitz, wo er am corpsstudentischen Leben regen Anteil nahm.
1894 wurde er Ehrenritter, 1904 Rechtsritter des Johanniterordens.

## Ehrungen
- Orden des Brustbildes von Bolivar 3. Kl. (1902)
- Roter Adlerorden 4. Kl. (1906)
- Franz-Joseph-Orden, Komtur (1910)
- Königlicher Kronen-Orden (Preußen) 3. Kl. (1910)
- Roter Adlerorden 3. Kl. mit Schleife (1913)
- Eisernes Kreuz am weißen Bande (Dezember 1915)
- Rote Kreuz-Medaille (Preußen) 3. Kl. (1916)

## Schriften
- Rechtfertigungsschrift des Landeshauptmanns der Provinz Posen Ernst von Heyking in Sachen seiner auf Antrag des Obersten polnischen Volksrats in Posen im Mai 1919 im Disziplinarwege erfolgten Amtsentsetzung. Buchdruckerei der Landeshauptverwaltung, Meseritz 1919.
- Sind die kurländischen Heyking westfälischen Uradel?, 1929[3]
- Geschichte der zum Kurländischen Indigenatsadel gehörenden Familie der Barone von Heyking. Maschinenschriftliches Manuskript, Görlitz 1934, 3 Bände (Digitalisat einer handschriftlich bearbeiteten Version von Band 1 der Litauischen Nationalbibliothek)